# Кошачий групер
 Кошачий групер, или групер Андерсона (лат. Epinephelus andersoni) — вид лучепёрых рыб из семейства каменных окуней (Serranidae) отряда окунеобразных.

## Описание
Тело вытянутое, покрыто ктеноидной чешуёй. Высота тела укладывается 3,2—3,7 раза в стандартную длину тела. Максимальная ширина тела укладывается 1,4—1,8 раз в высоте тела. Длина головы в 2,4—2,7 раза меньше стандартной длины тела. Предкрышка заострённая с несколькими шипами в углу. Верхний край жаберной крышки несколько выпуклый. Ноздри одинакового размера. Верхняя челюсть доходит до вертикали заднего края глаза (или заходит за него). На нижней челюсти 2 или 3 латеральных ряда зубов. На верхней части жаберной дуги 8—11 жаберных тычинок, а на нижней части 14—17. Жаберные тычинки короче, чем жаберные лепестки. Длинный спинной плавник с 11 жёсткими колючими лучами и 13—15 мягкими лучами; третий или четвёртый колючие лучи несколько длиннее остальных. Анальный плавник с 3 жёсткими и 8 мягкими лучами. Грудные плавники с 17—19 лучами, равны по длине или несколько длиннее брюшных плавников. Брюшные плавники не достигают анального отверстия. Хвостовой плавник закруглённый. Боковая линия с 66—74 чешуйками.
Голова, тело и плавники коричневые. Тело, хвостовой и спинной плавники с многочисленными мелкими близкосидящими тёмно-коричневыми точками. Одна тёмно-коричневая полоса проходит от глаза через жаберную крышку, а вторая — от верхней челюсти до нижнего угла предкрышки. У молоди вдоль тела проходят тёмные полосы, заканчивающиеся точками в задней части тела; у основания последних колючих лучей спинного плавника имеется тёмное пятно; у основания лучей спинного плавника две тёмные точки, а третья точка на окончании хвостового стебля; эти тёмные пятна разделены 4—5 белыми точками.
Максимальная длина тела 87 см, масса тела до 8,7 кг.

## Питание
Кошачий групер является хищником, в основном охотится из засады. В состав рациона входят рыбы, крабы и лангусты. Отмечены случаи каннибализма.

## Размножение
В отличие от других представителей рода кошачий групер является диандрическим протогиническим гермафродитом. Среди половозрелых рыб всех размеров встречаются как самки, так и самцы, причём последние преобладают. То есть самцы могут развиваться непосредственно от ювенильных особей. С другой стороны, часть самок меняет пол после нереста, превращаясь в самцов. Самки впервые созревают (50 %) при длине тела 492 мм. Часть особей репродуктивного размера не участвует в нересте, что говорит о возможности пропуска нереста. У юго-восточного побережья Африки сезон размножения продолжается с ноября до января.

## Ареал и места обитания
Распространены у юго-восточного и южного побережья Африки от Мозамбика (24° 50’ сев. ш.) до города Найсна на юге ЮАР. Обитают над скалистыми грунтами на глубине до 50 м. Молодь обнаружена в отливных лужах.